# Otis Williams
Otis Williams (n. 30 octombrie 1941) este un tenor american. Poreclit "Big Daddy", Williams este de asemenea un prolific textier și producător muzical. A co-fondat grupul vocal The Temptations la începutul anilor '60 sub numele de The Elgins și continuă să cânte în trupă, fiind singurul membru în viață din componența originală a formației. 